# Гюрбюз, Эсер
Эсер Гюрбюз (нидерл. Eser Gürbüz; родился 6 марта 2007, Арнем, Нидерланды) — нидерландский футболист, вингер клуба «Херенвен».

## Клубная карьера
Воспитанник команд «Пресикхаф», «Велювезом», «СМЛ Арнем» и «Гоу Эхед Иглз», в апреле 2023 года Гюрбюз присоединился к академии «Херенвена». 29 октября 2024 года впервые попал в заявку основной команды клуба на матч Кубка Нидерландов против «Эйсселмервогелс», однако на поле не появился. 1 февраля 2025 года дебютировал за «Херенвен», выйдя на замену в матче Эредивизи против ситтардской «Фортуны» и забив гол.

## Карьера в сборной
Выступал за сборные Нидерландов до 17 и до 18 лет.